# Rothesay Castle

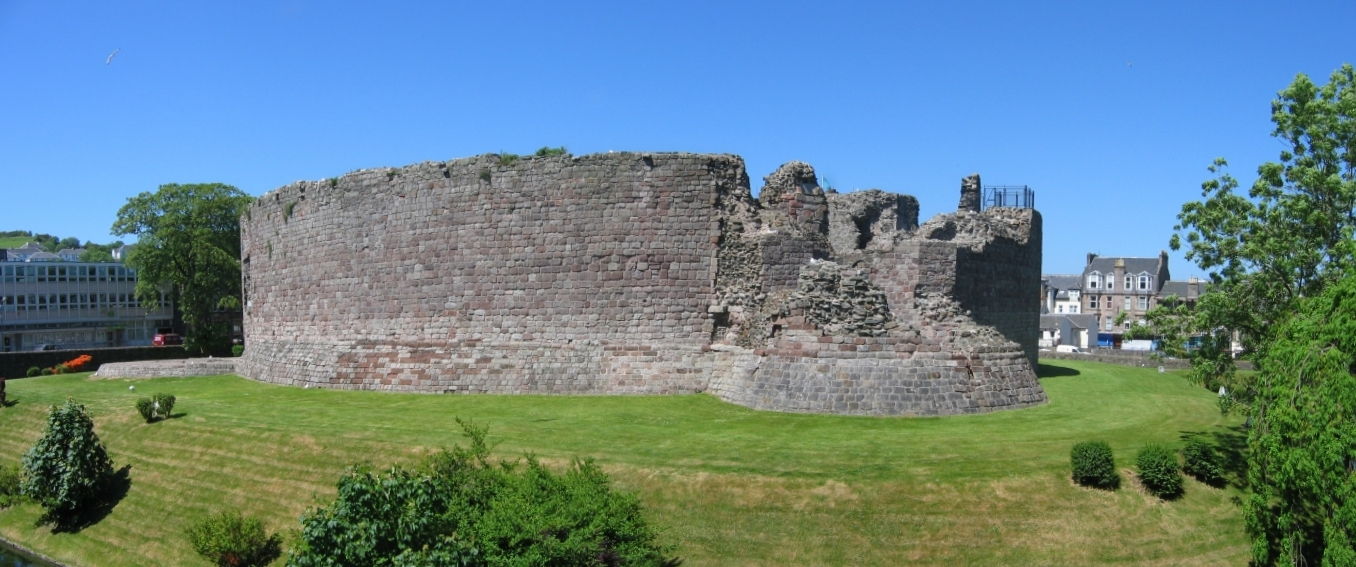
Rothesay Castle

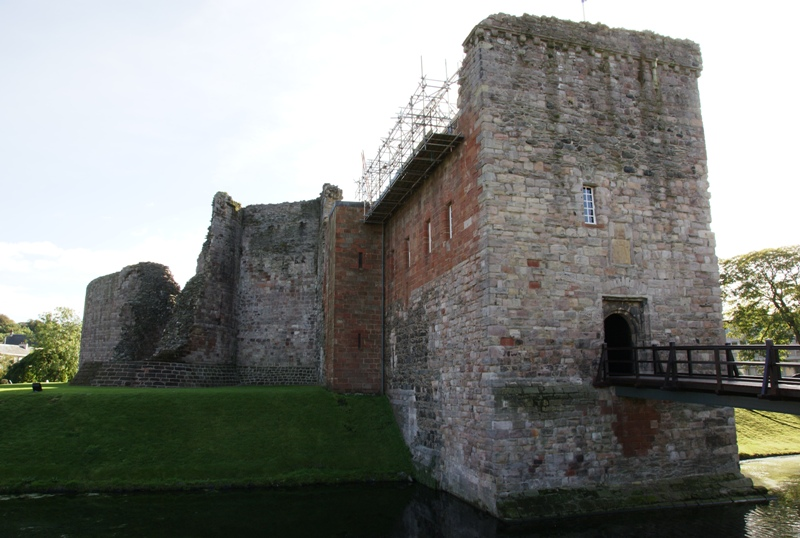
Burgtor

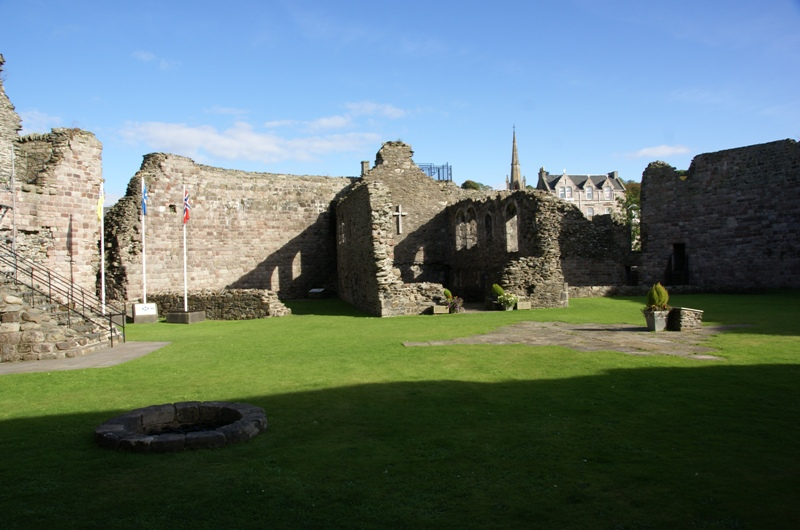
Innenraum mit Kapellenruine

Rothesay Castle ist eine Burgruine in Rothesay, der Hauptstadt der Insel Bute in West-Schottland. Die Gesamtanlage ist als Scheduled Monument klassifiziert. Rothesay Castle wird zu den interessantesten Burgen Schottlands gezählt.

## Geschichte
Rothesay Castle war zunächst eine hölzerne Burg, die allerdings bereits bei den Angriffen durch die von den Norwegern gestützte Flotte des Lord of the Isles Uspak in den 1230er-Jahren einen steinernen Schutzwall besaß. Die hölzerne Burg war mutmaßlich im 13. Jahrhundert von Alan fitz Walter, 2. High Steward of Scotland oder seinem Sohn Walter Fitzalan, 3. High Steward of Scotland errichtet worden. Die runde steinerne Wehranlage und ihre mächtigen Mauern bilden das Herzstück von Rothesay Castle. Die Anlage diente der Verteidigung gegen die Wikinger und wurde in den folgenden Jahrhunderten mehrfach eingenommen. In den ersten beiden Dekaden des 13. Jahrhunderts wurde ein kleiner Wehrturm mit Burgtor außerhalb der Einfriedung hinzugefügt. 1263 wurde Rothesay durch Håkon IV. vor der Schlacht von Largs eingenommen, da die Schlacht aber das Ende der norwegischen Vorherrschaft in West-Schottland bedeutete, wurde Rothesay um das Jahr 1263 erweitert: Es folgte dann die Errichtung der vier in die Außenmauer integrierten Türme.
Rothesay Castle gehörte während des 14. Jahrhunderts zu den bevorzugten Burgen der schottischen Könige Robert II. und Robert III. Anschließend verlor sie an Bedeutung, bis Jakob IV. ab 1488 Rothesay Castle wieder häufiger nutzte. Er veranlasste eine Neugestaltung des Wehrgangs und auch die Errichtung des nördlich vorgelagerten Bergfrieds mit dem neuen Burgtor, was zwischen 1512 und 1514 ausgeführt wurde. Aus dieser Zeit stammen auch die heute als Ruinen erhaltenen Wohngebäude im Innenhof sowie die dem Erzengel Michael geweihte Burgkapelle. Der größte der Außentürme, der bis zu diesem Zeitpunkt den größten Wohnbereich darstellte, wurde zu einem Taubenturm umgebaut. Nach Erweiterung der Außenanlagen in den 1650er Jahren wurde Rothesay Castle schließlich im Zuge der Monmouth-Rebellion gegen Jakob II. durch die Truppen von Archibald Campbell, 9. Earl of Argyll zerstört und brannte aus. In den folgenden Jahrhunderten verfiel die Ruine, bis John Crichton-Stuart, 2. Marquess of Bute ab 1816 Ausgrabungen vornehmen ließ und die Burg gegen den fortschreitenden Verfall zu schützen suchte. Die Arbeiten wurden von seinem Nachfolger, John Patrick Crichton-Stuart, 3. Marquess of Bute, fortgeführt und um 1900 abgeschlossen.